# Tzitzio
Tzitzio è una municipalità dello stato di Michoacán, nel Messico centrale, il cui capoluogo è la località omonima.
La municipalità conta 9.166 abitanti (2010) e ha un'estensione di 941,21 km².
Il significato del nome della località in lingua nahuatl è luogo meraviglioso.